# Banu Khàzraj
Els Banu l-Khàzraj o Banu Khàzraj —àrab: بنو الخزرج, Banū l-Ḫazraj— foren, en època del profeta Muhàmmad, una de les dues tribus principals de Medina, juntament amb els al-Aws. Eren originaris del Iemen. Abans de l'hègira el cap de la tribu era Amr ibn an-Numan, del clan Bayada, que es va enfrontar al clan rival dels Zurayq i després als Al-Aws fins al 617, quan es va lliurar la batalla de Buath en què Amr va derrotar els al-Aws i en va matar diversos caps. Els Banu Khàzraj es convertiren a l'islam, formant part dels ansar.